# Robert Multhauf
Robert P. Multhauf (1919-2004) est un historien des sciences, conservateur, réalisateur, chercheur et auteur américain, spécialiste d'histoire des technologies et d'histoire de la chimie.

## Biographie

### Jeunesse et formation
Multhauf est né à Sioux Falls, dans le Dakota du Sud, en 1919. Il a fréquenté l'université d'État de l'Iowa et a obtenu un baccalauréat ès sciences en 1941. Il a ensuite fréquenté l'université de Californie à Berkeley et a obtenu une maîtrise ès arts en 1950 et un doctorat en 1953. Il a effectué un travail postdoctoral à l'université Johns-Hopkins.

### Carrière
En 1954, la Smithsonian Institution a engagé Multhauf en tant que conservateur associé pour la Division d'Ingénierie du Musée national des États-Unis. Il est devenu conservateur de la division en 1955 et a été promu conservateur en chef de la division de l'ingénierie et des industries deux ans plus tard, en 1957. La même année, il a été nommé conservateur en chef du département des sciences et de la technologie du nouveau musée d'histoire et de technologie, pour lequel il était également conservateur par intérim de la division des sciences physiques.
Multhauf a été rédacteur en chef de la revue académique Isis, publiée par l'University of Chicago Press, de 1964 à 1978. Il devient directeur du Musée d'histoire et de technologie en 1966 et occupe ce poste pendant quatre ans jusqu'à ce qu'il soit remplacé par Daniel Boorstin. De 1970 à 1977, il a travaillé comme chercheur scientifique principal du Département des sciences et de la technologie. Il a également travaillé pour le Département d'histoire des sciences de 1978 à 1979. Il a été président de la History of Science Society de 1979 à 1980. Lorsque le musée a été renommé à nouveau en 1980, en tant que Musée national d'histoire américaine, il a rejoint le Bureau des historiens principaux. En 1984 il est professeur invité au Arizona Center for Medieval and Renaissance Studies. Il a également siégé au Comité historique de la NASA.

### Prix et distinctions
En 1965, Robert Multhauf a reçu le Abbot Payson Usher Prize (en), décerné par la Society for the History of Technology (en).
En 1985, Robert Multhauf a reçu le Prix Dexter (en) pour un travail remarquable en histoire de la Chimie, décerné par l'American Chemical Society.
En 1987 il est lauréat de la médaille Léonard-de-Vinci
Il est membre de l'Académie internationale d’histoire des sciences.

### Fin de vie
Multhauf a pris sa retraite en 1987 et est décédé le 8 mai 2004.

## Publications (sélection)
- Introduction of self-registering meteorological instruments, Washington, D.C., Smithsonian Institution, 1961
- avec David Davies: Catalogue of instruments and models in the possession of the American Philosophical Society, Philadelphia, American Philosophical Society, 1961
- avec Allen G. Debus: Alchemy and chemistry in the seventeenth century; papers read by Allen G. Debus and Robert P. Multhauf at a Clark Library seminar, March 12, 1966, Los Angeles, William Andrews Clark Memorial Library, University of California, 1966
- Origins of chemistry, London, Oldbourne, 1966 US edition, New York, F. Watts, 1967[4] 2nd edition, Langhorne, Pa., USA, Gordon and Breach Science Publishers, 1993
- Robert P Multhauf, « John of Rupescissa and the Origin of Medical Chemistry », Isis, vol. 45,‎ 1954, p. 359-67
- (éd) avec Lloyd G. Stevenson: Medicine, science, and culture; historical essays in honor of Owsei Temkin, Baltimore, Johns Hopkins Press, 1968[5]
- Neptune's gift : a history of common salt, Baltimore, Johns Hopkins University Press, 1978 (lire en ligne )[6],[7]
- History of chemical technology : an annotated bibliography, New York, Garland Pub., 1984[8]
- avec Gregory Good: A brief history of geomagnetism and a catalog of the collections of the National Museum of American History, Washington, D.C., Smithsonian Institution Press, 1987[9]
- avec John L. DuBois et Charles A. Ziegler: Invention and development of the radiosonde : with a catalog of upper-atmosphere telemetering probes in the National Museum of American History, Washington, D.C., Smithsonian Institution Press, 2002 (lire en ligne )